# Crystalised
Singles de The xx
Basic Space
(2009)
Crystalised est le premier single du groupe de pop indé vainqueur du Mercury Music Prize The xx issu de l'album xx sorti en 2009. Le single a d'abord été publié au Royaume-Uni le 27 avril 2009 sur vinyle puis le 25 novembre 2009 en téléchargement numérique, et de nouveau le 11 octobre 2010. Il a été utilisé dans de nombreuses publicités et émissions de télévision et atteint près de 20 millions de visites sur YouTube à partir d'avril 2012. Il a été échantillonné dans la chanson "Less Than Zero" par K.Flay et repris par Gorillaz dont la version a été inclus dans la bande-annonce pour Grey's Anatomy fin 2010.

## Liste des titres
Single iTunes (Royaume-Uni) 
1. "Crystalised" – 3:21

EP iTunes (Royaume-Uni)
1. "Crystalised" (Remix d'Edu Imbernon) – 7:23
2. "Crystalised" (Remix de Dark Sky) – 4:54
3. "Crystalised" (Remix de Rory Phillips) – 4:44
4. "Crystalised" (Remix de The Neon Lights) – 3:45

## Classement
| Classement (2010)                        | Meilleure position |
| ---------------------------------------- | ------------------ |
| Royaume-Uni (UK Indie Chart)             | 14                 |
| États-Unis (Billboard Alternative Songs) | 38                 |

## Historiques des sorties
| Pays        | Date             | Format                 |
| ----------- | ---------------- | ---------------------- |
| Royaume-Uni | 27 avril 2009    | Vinyle                 |
| Royaume-Uni | 25 novembre 2009 | Téléchargement digital |
| Royaume-Uni | 11 octobre 2010  | Téléchargement digital |